# 東近江行政組合
東近江行政組合（ひがしおうみぎょうせいくみあい）は、滋賀県近江八幡市・東近江市・日野町・竜王町及び愛荘町の2市3町が設立している一部事務組合。

## 主な事務内容
- 消防に関する事務
- 休日急患診療所に関する事務
- 地域医療支援センターに関する事務
- 広域観光に関する事務

## 消防本部

### 概要
- 消防本部：滋賀県東近江市東今崎町5番33号
- 管内面積：766km2
- 職員定数：302人
- 消防署5カ所・出張所4カ所
- 主力機械（2024年（令和６年）4月1日現在）
  - 普通消防ポンプ自動車：9
  - 水槽付消防ポンプ自動車：6
  - はしご付消防自動車：2
  - 化学消防自動車：1
  - 救急自動車：11
  - 指揮車：6
  - 救助工作車：2
  - 小型救助車：1
  - 災害指揮支援車：1
  - 災害調査車：2
  - 無線中継車：1
  - 広報車：7
  - 連絡車：4
  - 軽載車：1
  - 積載車：5
  - 査察車：5
  - 人員搬送車：1
  - 軽貨物車：1
  - 災害後方支援車：1
  - 重機搬送車：1
  - 消防救急艇：1

### 消防署
| 消防署         | 住所                  | 消防出張所                 | 消防出張所         |
| -------------- | --------------------- | -------------------------- | ------------------ |
| 八日市消防署   | 東近江市東今崎町5-33  | 永源寺：東近江市政所町1723 |                    |
| 愛知消防署     | 東近江市小八木町8     | 愛東：東近江市妹町29       | 愛知川：愛荘町36-1 |
| 近江八幡消防署 | 近江八幡市小船木町819 | 竜王：竜王町山之上5895     |                    |
| 能登川消防署   | 東近江市能登川町1711  | なし                       | なし               |
| 日野消防署     | 日野町大谷970         | なし                       | なし               |

## 沿革
- 1972年（昭和47年）4月 – 中部地域消防組合が発足。
- 1977年（昭和52年）10月 – 救急医療事務局を設置。
- 1998年（平成10年）4月 – 東近江行政組合に名称変更。
- 2005年（平成17年）2月 – 市町合併により、組合構成市町が近江八幡市、東近江市、安土町、蒲生町、日野町、竜王町、能登川町の2市5町となる。
- 2006年（平成18年）1月 – 市町合併により、組合構成市町が近江八幡市、東近江市、安土町、日野町、竜王町の2市3町となる。
- 2010年（平成22年）3月 – 市町合併により、組合構成市町が近江八幡市、東近江市、日野町、竜王町の2市2町となる。
- 2012年（平成24年）10月 – 消防の広域化により、愛荘町が加わり2市3町となる。
- 2016年（平成24年）10月 – 消防本部に特別救助隊を昇格させる形で高度救助隊「スーパーレスキュー東近江」を発隊する。